# Buzkași
Buzkași este un sport ecvestru violent practicat îndeosebi în Afganistan. Călăreții concurează pentru a purta cadavrul unei capre la un loc anumit. Caii sunt special antrenați pentru acest sport.
Apare într-o scenă la începutul filmului Rambo III. 